# كهف الحدائق الصغيرة
فرتاري ماليه أو كهف الحدائق الصغيرة (بالكرواتية: Vrtare Male) هو كهف عمودي يقع بالقرب من قرية درامالج، وهي قرية ساحلية في كرواتيا. ويمثل أحد أغنى المواقع الأثرية في كرواتيا. يقدر عمقه بـ 39 مترًا (128 قدمًا) ، منه حوالي 10 أمتار (33 قدمًا) مغمور بالمياه. اكتشف لأول مرة في عام 1966 من قبل جمعية تسلق الجبال . في عام 1996 قام دراجان بيلي وهو مصور وعالم الكهوف من مدينة كريكفينيسا القريبة بالنزول إلى الكهف حيث عثر على عينة نادرة عينة نادرة من عشاريات الأرجل . وقد دفع هذا الاكتشاف إلى القيام بالمزيد من الرحلات في الكهوف ، وبدءًا من عام 2005 ، أُنشأت منطقة محمية حول الكهف.
يشهد الكهف على الحياة في عصور ما قبل التاريخ وعصر البليستوسين المتأخر ، أي نهاية الفترة الطويلة للعصر الجليدي ، حيث ظهر الإنسان الحالي. ويحتوي على مجموعة متنوعة من بقايا أحافير لحيوانات انقرضت منذ زمن طويل وتنوع بيولوجي كبير لكائنات الكهوف. أكدت الأبحاث في علم الحفريات وجود عظام وأسنان لحيوانات مثل الفيل ، ووحيد القرن البري ، والأرخص/ البيسون ، والحصان ، والأيل الأسمر الأوروبي ، والشامواه ، وأسد الكهف ، ودب الكهف ، والدب ، والذئب. هناك أيضًا العديد من بقايا الثدييات والطيور الصغيرة مثل : العكبر الحقلي ، الهامستر ، الأرانب ، الخفافيش ، الخلد ، حمامة الخشب ، الغراب الأعصم، الباز شمالي، البومة الثلجية ، الغراب.
يعتبر الكهف موطنا لجمبري (روبيان) كهوف المياه العذبة (الاسم العلمي Troglocaris anophthalmus) ، المتوطن في كارست جبال دينارا، يعتبر كهف الحدائق الصغيرة جزءا من الشبكة البيئية الوطنية لكرواتيا، وهو مسجل تحت الرمز HR3000257 وترشح عام 2000 ليكون من ضمن شبكة المناطق المحمية في أراضي الاتحاد الأوروبي (ناتورا). في عام 2009 ، أعلن عن الكهف كنصب طبيعي فريد ومميز بسبب الجيولوجيا - والأحافير. تغطي المنطقة الخاضعة للحماية حوالي 310 متر مربع (3300 قدم مربع)